# Llibertat (diari)
Llibertat va ser un diari elaborat per redactors integrants dels diferents grups i partits del Front Popular (principalment Esquerra Republicana, UGT i CNT) a les instal·lacions, redacció i impremta, confiscades pel “Comitè Local de Salut Pública” al Diari de Mataró. Aquestes mateixes instal·lacions van ser utilitzades per la Falange Española per publicar, a partir del 4 de febrer de 1939, el trisetmanal Diario de Mataró, que es va convertir en el diari Hoja Oficial de FET y de las JONS a partir del 2 de setembre de 1939.
Va ser l'únic diari editat a Mataró durant la Guerra Civil. S'ha de tenir en compte el seu caràcter de premsa de guerra, fet que determina necessàriament el producte. Per una banda, els continguts s'orientaven a mantenir informada de les activitats del front a la rereguarda i d'organitzar la vida civil local. A més, a vegades es trobaven amb problemes per finalitzar el producte per falta de periodistes, que havien d'anar al front a lluitar, o per falta de paper.
Una de les característiques destacables d'aquesta publicació va ser que va permetre el debat d'opinions ideològiques contraposades. Per exemple sobre els fets de maig de 1937 o les diferents alternatives polítiques del moment. Tots els colors de la gamma d'esquerres van trobar al diari un lloc para gaudir de la llibertat d'expressió.

## Diari de Mataró
Diari sorgit el 1923, no tenia una adscripció política explícita però la seva línia editorial era principalment de dretes. Sintonitzava amb els partits polítics la Lliga Regionalista i Acció Catalana. En qüestions polítiques controvertides sempre es va posicionar de forma contundent contra les posicions obreres i d'esquerres. També va fer bandera d'una fort ideologia catòlica, protestant contra actuacions de l'Ajuntament de Mataró que suposadament perjudicaven a l'Església. Una de les campanyes polítiques més dures que va organitzar el periòdic va ser contra la candidatura del Front Popular el 1936.

## Seccions

### Primera pàgina
- Notícies més importants sobre el decurs de la guerra
- Articles editorials (la majoria escrits per Julià Gual)
- Notes governatives

### Segona pàgina
- “Crònica general del moviment” (resum valoratiu de l'estat de la guerra)
- “Informació Local” (notícies de menor envergadura, en aquesta secció també es publicaven anuncis)
- Varis: subscripcions públiques, guia comercial, notes de l'Ajuntament, etc.
- També s'incloïen de forma variable altres seccions com: esports, espectacles, anuncis oficials, vida cooperativa, etc.

### Tercera pàgina
- “Informació del dia” (notícies d'actualitat d'àmbit espanyol i internacional, obtingudes via telefònica de l'Agència Fabra)

### Quarta pàgina
- Varis: guia comercial, publicitat, etc.

## Temàtica
El diari, per les característiques del seu origen i per les seves circumstàncies, es va dedicar de manera preeminent dels temes polítics i militars referents a la defensa de la República. També emfatitzava en els problemes quotidians que causava l'economia de guerra. Alguns dels temes destacats van ser: la “Escola Nova Unificada”, el cooperativisme com a mitjà d'autogestió de la classe obrera, la revolució russa o l'evolució del feixisme a Itàlia i Alemanya. No va tractar massa temes culturals, tot i que a les seves pàgines es pot trobar algun poema de Rossetti i Casas i en un número van incloure un homenatge en memòria de Federico García Lorca.

### Extractes del diari
«LLIBERTAT serà redactat per elements antifeixistes, que solidaritzats en la defensa de la llibertat, de la democràcia i la ciutadania, faran d'aquest diari, un baluard al servei de totes les causes nobles i justes (...). LLIBERTAT no serà cap publicació sectària, sinó que acollirà la gran comunió d'idees que, aquests dies, ha fet possible el Front Antifeixista de Catalunya i de la República.»
«Els camins del futur dels pobles ibèrics, de la República, de les masses treballadores, de tot aquest gran conjunt vital que és el poble triomfant, són oberts a tots els vents i a totes les ànsies justes de llibertat i justícia social. L'hora del poble és arribada. L'hora de la renaixença ha sonat ja. Endavant per la llibertat! Ara la República ha entrat de veritat pels camins de la justícia social. Amb aquesta divisa serà respectada. Amb aquesta empenta serà temuda.»

## Redacció
Els homes fonamentals eren Julià Gual, Joaquim Casas, Lluís Pedemonte i Pelegrín Carrau y Maseras. Un altre home decisiu va ser Joan Peiró, sobre el que el director va dir: «Sol, en mig del gran estadi de la premsa catalana, Joan Peiró ha pogut centralitzar tota l'atenció de Catalunya, des de LLIBERTAT, un diari comarcal, de segona categoria». Alguns dels textos que Peiró va escriure en aquesta publicació es troben editats al llibre Perill a la rereguarda de l'any 1936.

### Directores
- Julià Gual Masoller (ERC)
- Pelegrín Carrau y Maseras

### Redactors
- Pasqual Carniago
- Pelegrín Carrau y Maseras
- Vicenç Casals
- Joaquim Casas (UGT) «Perfils», «Dietari»
- Joan Compte
- Lluís Pedemonte (CNT)

### Col·laboradors
- V. Bartra
- Francesc Bastons
- Joan Bonareu
- J. Colomer
- J. Comas
- Jordi Fuster
- Pere Girbau
- Joan Julià
- Santiago Lleonart
- R. Novell
- Joan Peiró
- Valerià Pujol
- Jaume Ros
- Francesc Rosetti

## Localització d'exemplars
Arxiu Municipal de Mataró